# Giovanni Matteo Adami
Pour les articles homonymes, voir Adami.
Giovanni Matteo Adami, né le 17 mai 1576 à Mazara del Vallo, Royaume de Sicile et mort martyr le 22 septembre 1633 à Nagasaki, Japon, est un prêtre jésuite italien missionnaire au Japon.

## Biographie
Issu d'une famille noble de Sicile il grandit à Rome où son oncle est secrétaire du cardinal Santa Saverio. A l'âge de 16 ans, Giovanni Matteo Adami déclara qu'il veut devenir jésuite. Il ne peut accomplir son projet qu'après la mort de son oncle en 1595.
Après son noviciat il étudie la théologie au Collège romain, institution confiée aux jésuites. Sa première mission sera la prédication itinérante en Italie. Lui néanmoins souhaite être envoyé en mission. Il est finalement choisi pour le Japon où après un long périple de plusieurs années il fait d'abord étape à Macao où il reste deux ans avant d'arriver au Japon en 1604. Sur l'île de Kyusyu à Omura il apprend le japonais. Il est une première fois expulsé de l'île. Il se rend alors à Oita. En 1607, il devint le curé de la paroisse jésuite de Yanagawa dans la province de Chikugo. Il y demeure 7 ans. Il est assisté par Joam Yama, un jésuite japonais. 
À partir de 1612 la situation devient plus compliquée. Les édits anti-chrétiens se multiplient. Il est obligé d'entrer dans la semi-clandestinité avec d'être arrêté et expulsé en novembre 1614. Avec Joam Yama il retourne à Macao avant de faire le choix de revenir en tout clandestinité. Il s'installe secrètement à Nagasaki. Il échappe une première fois à la capture. Il est contraint de se cacher.
Finalement il est capturé en 1622, condamné à mort et exécuté le 22 octobre 1633.

## Bibliothèque
- Schutter, Josef Franz S. J. (1975). Monumenta Historica Japoniae I: Textus Catalogorum Japoniae 1553-1654. Roma: Monumenta Historica Soc. Iesu.
- Kroehler, Armin H.; Kroehler, Evelyn M. (2006). Kirishitan in Aizu. Aizu: Sashimaya Printing Co.
- Mizobe, Osamu (2002). Life of Matteus Adami and Kirishitan in Aizu. (in Japanese) Sendai: The Catholic Institute Proceedings of Sendai Shirayuri Women’s College, Vol. 7, pp. 1–22.